# Santa Barbara Airlines
Santa Barbara Airlines (SBA) war eine venezolanische Fluggesellschaft mit Sitz in Caracas und Basis auf dem Flughafen Caracas. Die Fluglinie hat den Betrieb im November 2017 wegen fehlender Flugzeuge eingestellt. Ihr Luftverkehrsbetreiberzeugnis wurde Ende Januar 2018 für 90 Tage von venezolanischen Aufsichtsbehörden ausgesetzt. Im Juli 2018 stellte das Unternehmen seinen Dienst ein.

## Geschichte
Die Fluggesellschaft wurde am 1. November 1995 gegründet und nahm am 1. März 1996 den Flugbetrieb auf. Santa Barbara Airlines kooperierte ab Teneriffa mit der Regionalfluggesellschaft Islas Airways. Seit Ende 2007 bestanden Pläne, Santa Barbara Airlines mit Aserca Airlines zu fusionieren. Zuerst wurde eine Boeing 757-200 mit einer kombinierten Lackierung, bestehend aus SBA Airlines-Titel und Aserca-Airlines-Logo, versehen.

## Flugziele
Santa Barbara Airlines bediente vom Flughafen Caracas aus Panama-Stadt sowie Teneriffa und Miami. Es wurden zudem auch Charterflüge durchgeführt. Eine frühere Route von Caracas nach Madrid wurde zwischenzeitlich eingestellt.

## Flotte

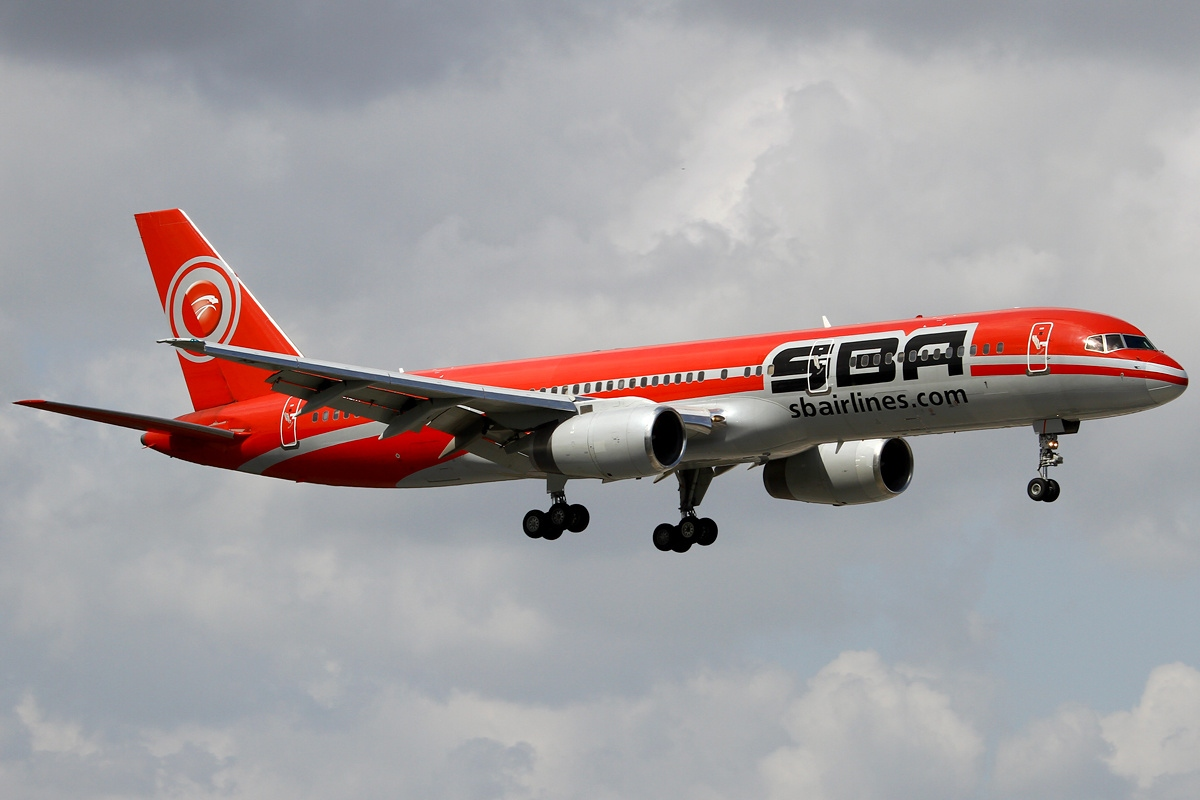
Eine Boeing 757-200 der SBA

### Flotte bei Betriebseinstellung
Im Juli 2018 bestand die Flotte noch aus fünf Flugzeugen:
| Flugzeugtyp      | Anzahl | bestellt | Anmerkungen | Sitzplätze (Business/Economy) |
| ---------------- | ------ | -------- | ----------- | ----------------------------- |
| Boeing 757-200   | 2      |          |             | 178 (24/154)                  |
| Boeing 767-300ER | 3      |          | 1 inaktiv   | 231 (18/213)                  |
| Gesamt           | 5      | -        |             |                               |

## Zwischenfälle
- Am 21. Februar 2008 flog eine ATR 42-300 mit dem Luftfahrzeugkennzeichen YV1449 auf dem Flug von Mérida nach Caracas mit 46 Personen an Bord gegen einen Berg und zerschellte. Alle Insassen kamen bei dem Absturz wenige Minuten nach dem Start ums Leben, der sich in der Region Coyado del Condor ereignete. Die extrem hektisch arbeitende Flugbesatzung war absichtlich eine inoffizielle, vom offiziellen Abflugverfahren abweichende Abkürzung geflogen, um Zeit zu sparen (siehe auch Santa-Bárbara-Airlines-Flug 518).[5]